# Монастероло-ди-Савильяно
Монастероло-ди-Савильяно (итал. Monasterolo di Savigliano) — коммуна в Италии, располагается в регионе Пьемонт, в провинции Кунео.
Население составляет 1200 человек (2008 г.), плотность населения составляет 80 чел./км². Занимает площадь 15 км². Почтовый индекс — 12030. Телефонный код — 0172.
Покровителями населённого пункта почитаются святые Пров и Селестина, празднование во второе воскресение октября.

## Демография
Динамика населения:

## Администрация коммуны
- Официальный сайт: https://web.archive.org/web/20090611075605/http://comune.monasterolodisavigliano.cuneo.it/